# Герб Врадіївки
Герб Врадіївки — офіційний символ міста Врадіївка Миколаївської області.

## Опис
Основним символом на гербі Врадіївки є три пшеничних снопи у зеленому полі, які символізують сільськогосподарський напрям розвитку селищної громади — землеробство і вирощування зернових культур. Три снопи стилізовано нагадують три віхи в історії Врадіївки: освоєння родючих земель засновниками поселення для вирощування зерна; проголошену місцевими повстанцями проти свавілля примусової колективізації у 1919 році Врадіївської Хліборобської республіки; та сучасний агропромисловий розвиток селища по виробництву зернових культур та їх переробку на борошно і продуктові вироби.
Дзвін, який б'є на сполох (набат), — символ згуртованості місцевої громади під час небезпеки, який закликає на захист своєї території, волі і справедливості та скликає народ на віче. Дзвін на гербі — вираз торжества і радості. Зображення дзвону на гербі нагадує про військове поселення на території Врадіївки (1840—1857 рр.) створене для захисту південних кордонів; повстанську Хліборобську республіку — одну з селянських республік на півдні України (1919—1921 рр.); існування діючого православного храму у селищі — Прсв. Параскеви Сербської та греко-католицької церкви.
Розкрита книга із золотою обкладинкою символізує розвиток освіти у селищі, яка починалася із першої кантонірської школи для хлопчиків у роки військового поселення (1844 р.), земської школи (1886 р.), Міністерського двокласного училища (1889 р.), загальноосвітніх шкіл у період незалежності України та Врадіївської районної гімназії — лауреата всеукраїнських благодійних проектів, флагмана сучасної освіти України.
Зелений колір геральдично символізує достаток, надію і волю. Синій колір нагадує про місцеву річку Бакшалу із ставком у селищі, а також уособлює вірність і чесність. Червоний колір втілює мужність, великодушність і любов. Золотий колір геральдично символізує багатство, знатність та постійність.
Геральдичний щит півкруглої форми має співвідношення сторін 5:6. Щит обрамований стилізованим бароковим картушем золотого кольору у національному українському стилі та увінчаний срібною мурованою короною із трьома бланками (зубцями), що означає для Врадіївки статус селища міського типу.
Внизу під картушем синьо-жовта хвиляста стрічка з написом «Врадіївка» жовтим кольором. З обох сторін стрічка перетинається золотими лавровими гілками та обтяжена по бокам червоними китицями калини із зеленим листям. Під синьою стрічкою зображена жовта хвиляста стрічка з датою першої згадки про поселення — 1772, синім кольором.
Золоті лаврові гілки символізують пам'ять і шану видатним врадіївчанам — героям праці, ветеранам війни, односельцям, які розбудовували селище, відстоювали його незалежність і волю заради майбутніх поколінь. Червоні китиці калини підкреслюють природнє багатство Врадіївки, охайні і затишні оселі її мешканців.